# Cricotopus unizonatus
Cricotopus unizonatus är en tvåvingeart som beskrevs av Harrison 1992. Cricotopus unizonatus ingår i släktet Cricotopus och familjen fjädermyggor.
Artens utbredningsområde är Etiopien. Inga underarter finns listade i Catalogue of Life.